# IC 4592
IC 4592 је рефлексиона маглина са звијездама у сазвјежђу Шкорпија која се налази на листи објеката дубоког неба у Индекс каталогу.
Деклинација објекта је - 19° 27' 35" а ректасцензија 16h 11m 59,6s. IC 4592 је још познат и под ознакама LBN 1113, ESO 584-N*6, CED 128.